# Tartano
Tartano é uma comuna italiana da região da Lombardia, província de Sondrio, com cerca de 263 habitantes. Estende-se por uma área de 46 km², tendo uma densidade populacional de 6 hab/km². Faz fronteira com Albaredo per San Marco, Foppolo (BG), Forcola, Fusine, Mezzoldo (BG), Talamona, Valleve (BG).

## Demografia
| Variação demográfica do município entre 1861 e 2011                               |
|                                                                                   |
| Fonte: Istituto Nazionale di Statistica (ISTAT) - Elaboração gráfica da Wikipedia |